# Igor Vinícius
Igor Vinícius de Souza (Sinop, 1º aprile 1997) è un calciatore brasiliano, difensore del Santos.

## Caratteristiche tecniche
È un terzino destro.

## Carriera
Cresciuto nel settore giovanile dell'Santos, ha esordito in prima squadra il 22 aprile 2016 disputando l'incontro di Coppa del Brasile pareggiato 1-1 contro il Santos-AP.

## Statistiche

### Presenze e reti nei club
Statistiche aggiornate al 26 aprile 2025.
| Stagione         | Squadra          | Campionato       | Campionato | Campionato | Coppe nazionali | Coppe nazionali | Coppe nazionali | Coppe continentali | Coppe continentali | Coppe continentali | Altre coppe | Altre coppe | Altre coppe | Totale | Totale | Totale |
| Stagione         | Squadra          | Comp             | Pres       | Reti       | Comp            | Pres            | Reti            | Comp               | Pres               | Reti               | Comp        | Pres        | Reti        | Pres   | Reti   |        |
| ---------------- | ---------------- | ---------------- | ---------- | ---------- | --------------- | --------------- | --------------- | ------------------ | ------------------ | ------------------ | ----------- | ----------- | ----------- | ------ | ------ | ------ |
| 2016             | Santos           | A1/SP+A          | 0          | 0          | CB              | 2               | 0               | -                  | -                  | -                  | -           | -           | -           | 2      | 0      |        |
| 2018             | Ituano           | A1/SP            | 14         | 2          | CB              | 0               | 0               | -                  | -                  | -                  | -           | -           | -           | 14     | 2      |        |
| 2018             | Ponte Preta      | A1/SP+B          | 0+30       | 0          | CB              | 3               | 0               | -                  | -                  | -                  | -           | -           | -           | 33     | 0      |        |
| 2019             | San Paolo        | A1/SP+A          | 8+19       | 0+1        | CB              | 2               | 0               | CL                 | 0                  | 0                  | -           | -           | -           | 29     | 1      |        |
| 2020             | San Paolo        | A1/SP+A          | 4+26       | 0          | CB              | 1               | 0               | CL+CS              | 3+0                | 0                  | -           | -           | -           | 34     | 0      |        |
| 2021             | San Paolo        | A1/SP+A          | 13+22      | 2+0        | CB              | 2               | 0               | CL                 | 3                  | 0                  | -           | -           | -           | 40     | 2      |        |
| 2022             | San Paolo        | A1/SP+A          | 5+23       | 1+1        | CB              | 8               | 1               | CS                 | 12                 | 1                  | -           | -           | -           | 48     | 4      |        |
| 2023             | San Paolo        | A1/SP+A          | 2+0        | 0          | CB              | 0               | 0               | CS                 | 0                  | 0                  | -           | -           | -           | 2      | 0      |        |
| 2024             | San Paolo        | A1/SP+A          | 8+30       | 0          | CB              | 2               | 0               | CL                 | 7                  | 0                  | SB          | -           | -           | 47     | 0      |        |
| 2025             | San Paolo        | A1/SP+A          | 10+3       | 0          | CB              | 0               | 0               | CL                 | 1                  | 0                  | -           | -           | -           | 14     | 0      |        |
| Totale San Paolo | Totale San Paolo | Totale San Paolo | 50+123     | 3+2        |                 | 15              | 1               |                    | 26                 | 1                  |             | -           | -           | 214    | 7      |        |
| Totale carriera  | Totale carriera  | Totale carriera  | 217        | 7          |                 | 20              | 1               |                    | 26                 | 1                  |             | -           | -           | 263    | 9      |        |

## Palmarès

### Club

#### Competizioni statali
- Campionato paulista: 1

San Paolo: 2021

#### Competizioni nazionali
- Coppa del Brasile: 1

San Paolo: 2023
- Supercoppa del Brasile: 1

San Paolo: 2024